# Winterbach (Bavière)
Pour les articles homonymes, voir Winterbach.
Winterbach est une commune de Bavière (Allemagne), située dans l'arrondissement de Guntzbourg, dans le district de Souabe.